# Irene de Hesse e Reno
Irene Luísa Maria Ana (em alemão: Irène Luise Maria Anna; Darmstadt, 11 de julho de 1866 – Barkelsby, 11 de novembro de 1953) foi a esposa do Príncipe Henrique da Prússia, irmão do Imperador Guilherme II da Alemanha. Nascida uma princesa de Hesse, era irmã da Imperatriz Alexandra Feodorovna da Rússia (nascida Alice de Hesse), bem como uma neta da Rainha Vitória do Reino Unido.

## Início de vida

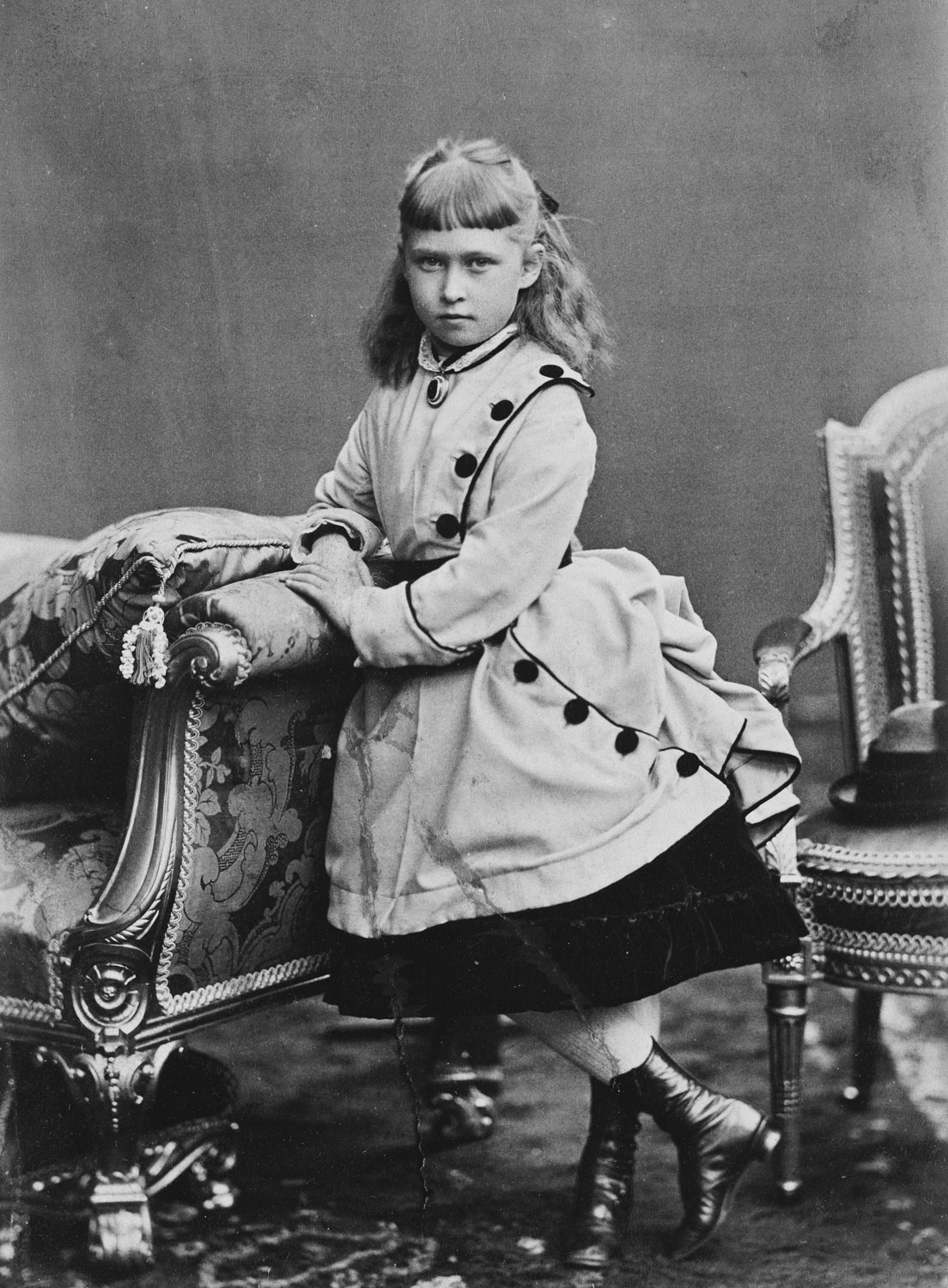
Irene em 1873.

Terceira filha do Grão-Duque Luís IV de Hesse e da Princesa Alice, segunda filha da Rainha Vitória do Reino Unido. Por ter nascido apenas oito dias após a Batalha de Königgrätz, enfrentamento decisivo da Guerra Austro-Prussiana, ela recebeu o nome de Irene, que significa "paz" em grego, e sua família a apelidou de "Nin".
Embora Irene fosse alegre e bem-educada, sua mãe Alice achava que ela não era tão bonita quanto as outras filhas e, em uma carta para sua irmã, Vitória, Princesa Herdeira da Prússia (mais tarde imperatriz da Alemanha), ela escreveu que Irene "não era muito bonita". Seguindo as instruções de sua mãe, a princesa foi criada de forma tão frugal quanto as crianças de famílias de classe média, e sua dieta consistia principalmente de arroz doce e maçãs assadas feitas por sua ama de leite inglesa. As princesas aprendiam tarefas domésticas, como assar bolos e arrumar camas, mas também aprendiam as obrigações de suas famílias nobres de fazer trabalhos de caridade, como ajudar os pobres e visitar hospitais.

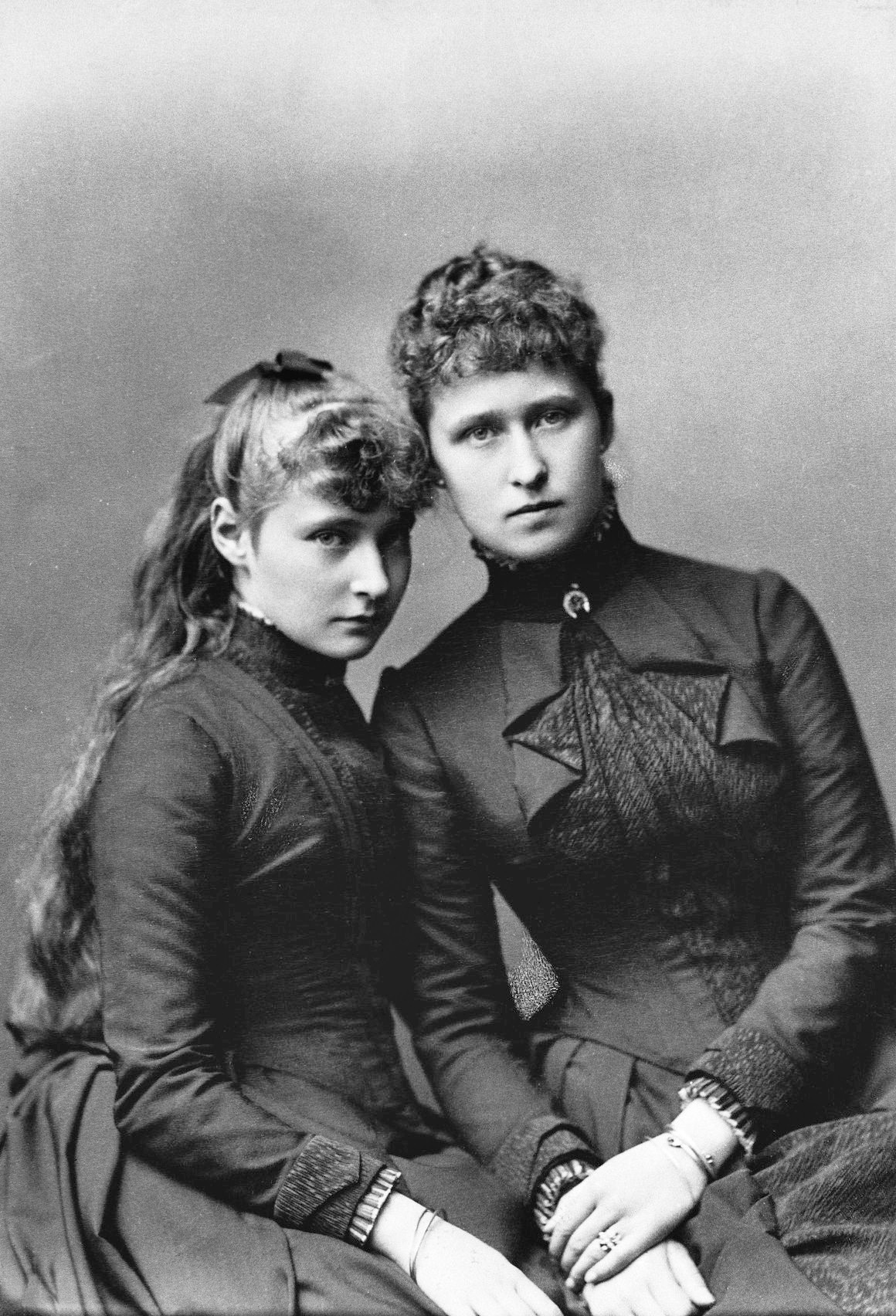
Irene (direita) com a irmã Alice, ambas portadoras da hemofilia, em 1885.

Após a morte repentina de seu irmão Frederico em 1873, devido a uma queda e uma hemorragia cerebral causada pela hemofilia, sua mãe Alice começou o hábito de visitar seu túmulo, um evento anual sombrio para seus filhos que a acompanhavam. Durante o outono e o inverno de 1878, os membros da família da princesa foram gradualmente atingidos pela difteria, com a irmã mais nova, Maria, e sua mãe, Alice, perdendo suas vidas. Sua avó, a Rainha Vitória, tentou agir como uma mãe substituta para os filhos de Alice, convidando-os para férias com ela na Inglaterra e dando instruções às governantas sobre como educar e vestir suas netas. Irene, juntamente com a irmã Alice, foi dama de honra no casamento de sua tia materna mais nova, a Princesa Beatriz com Henrique de Battenberg.

## Casamento e vida posterior

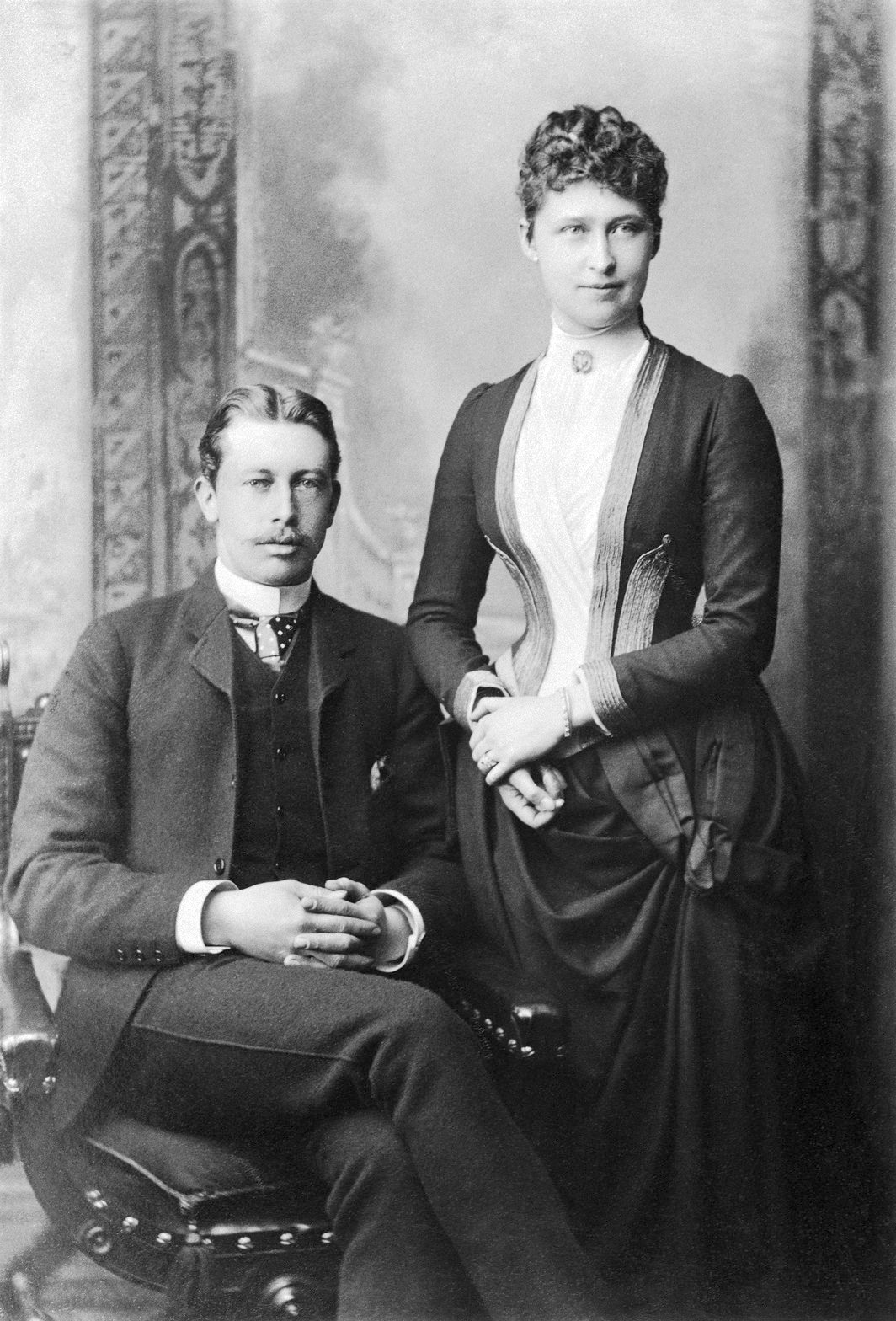
Irene e Henrique da Prússia em 1887.

Irene casou-se com o príncipe Henrique da Prússia, seu primo de primeiro grau (suas mães eram irmãs). O casamento ocorreu em 24 de maio de 1888 na capela do Palácio de Charlottenburg, em Berlim. A Rainha Vitória expressou seu descontentamento por não ter sido consultada por nenhum de seus netos sobre seus casamentos.
A mãe de Henrique, a Imperatriz-viúva Vitória, gostava muito de Irene, contudo ficou chocada quando a sua nora se recusou a usar xales ou lenços para disfarçar a sua gravidez quando esperava o seu primeiro filho, o hemofílico Valdemar, em 1889. A Imperatriz-viúva era fascinada por política e mantinha-se sempre informada sobre os últimos acontecimentos e não compreendia por que razão o seu filho e nora nunca liam jornais. Irene e o marido tiveram um casamento amoroso e foram chamados por seus parentes como "o casal muito amável" (die sehr Liebenswürdigen). O casal teve três filhos: Valdemar, Segismundo e Henrique.

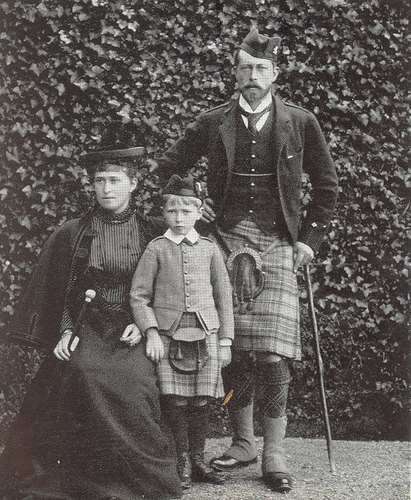
Irene com o marido e o filho Henrique, em 1905.

Irene teve uma educação vitoriana típica e tinha intolerância ao que considerava imoral ou profano. Quando a sua irmã Isabel deixou a Igreja Luterana para se converter à Igreja Ortodoxa Russa após o seu casamento com o Grão-duque Sérgio Alexandrovich em 1891, Irene ficou muito transtornada, escrevendo uma carta ao pai onde contava que tinha "chorado muito" quando soube da decisão da irmã mais velha.
Em 1907, Irene arranjou um casamento entre a sobrinha enteada e filha adotiva de sua irmã Isabel, a Grã-duquesa Maria Pavlovna, e o Príncipe Guilherme, o segundo filho da rainha Vitória da Suécia, que era amiga de infância das irmãs Hesse. Nas suas memórias, Maria recordou que Irene a pressionou, dizendo-lhe que romper o noivado seria um golpe equivalente a "matar" a sua mãe adotiva, Isabel, e que isso a levou a aceitar o casamento infeliz.
Irene, assim como sua mãe e irmã Alice (assim como tias e primas), era portadora da hemofilia, e seu filho mais velho e o terceiro nasceram com a condição. O filho mais velho, Valdemar, foi criado com muito cuidado. Irene ficou devastada quando seu terceiro filho, Henrique, morreu aos quatro anos de idade em fevereiro de 1904, após bater a cabeça em uma queda e sofrer uma hemorragia cerebral causada pela hemofilia. Em outubro de 1912, Irene apoiou sua irmã, a Imperatriz da Rússia, quando seu sobrinho, o Czarevich Alexei, adoeceu com hemofilia e estava em estado crítico em seu castelo de caça em Spala, na Polônia. Os fortes laços de Irene com suas irmãs foram rompidos pela Primeira Guerra Mundial, e suas irmãs mais velhas, Isabel e Alice, e suas famílias foram assassinadas pelos bolcheviques após a Revolução Russa.

## Morte
Irene morreu em 11 de novembro de 1953 em Gut Hemmelmark, em Barkelsby; na época ela era a última filha sobrevivente do Grão-Duque Luís IV de Hesse e da Princesa Alice.

## Anna Anderson

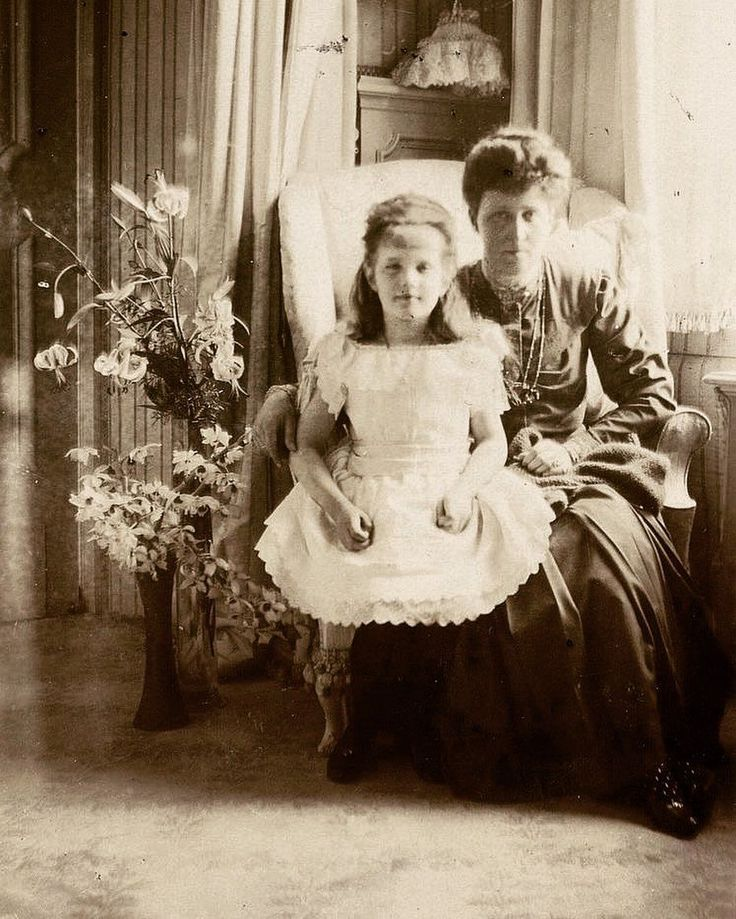
Irene com a sobrinha Anastásia, em 1907.

Quando Anna Anderson apareceu em Berlim em 1921, dizendo ser a sua sobrinha, a Grã-duquesa Anastásia, Irene Irene foi encontrá-la. No entanto, como ela havia visto Anastásia pessoalmente pela última vez em 1913, ela não conseguiu determinar se Anderson era sua sobrinha:
| “ | Percebi imediatamente que ela não podia ser uma das minhas sobrinhas. Mesmo sem as ver há 9 anos, as características faciais fundamentais não se poderiam ter alterado aquele ponto, em particular a posição dos olhos, as orelhas, etc… À primeira vista uma pessoa podia, talvez, detectar alguma semelhança com a Grã-Duquesa Tatiana. | ” |

A tia paterna de Anastásia, a Grã-duquesa Olga, escreveu sobre a visita de Irene:
| “ | O encontro foi provavelmente insuficiente [para determinar a identidade], mas os seus apoiantes [de Anderson] afirmam que a princesa Irene não a conhecia bem, e assim por diante. | ” |

O marido de Irene disse que a simples menção do nome de Anderson incomodava Irene e ordenou que esse assunto não fosse discutido na sua presença. Henrique morreu em 1929. Alguns anos mais tarde o filho de Irene, Sigismundo, escreveu algumas perguntas que foram colocadas a Anna Anderson por um intermediário e declarou que ela tinha respondido a todas correctamente.